# 테발도 오르델라피
테발도 오르델라피(이탈리아어: Tebaldo Ordelaffi, 1413년 ~ 1425년)는 포를리의 영주이다. 그는 조르조 오르델라피의 아들이다.
그의 아버지 조르조는 밀라노의 필리포 마리아 비스콘티를 그의 후견임으로 선언했지만, 테오발도으 어머니 루크레치아 델리 알리도시는 스스로 섭정을 자처하였다. 필리포 마리아에게 선동된 포를리인들은 반란을 일으켰고 밀라노인 콘도티에로 아뇰로 델라 페르골라를 불러들였다. 피렌체는 초기에 차질을 겪은 후에 대응했고, 카르마뇰라 백작의 노력덕에 1425년 베네치아 공화국이 참전하였다. 전쟁은 롬바르디아로 옮겨갔고, 비스콘티 가문은 포를리와 이몰라를 교황 마르티노 5세에게 넘겼다. 오르델라피가은 1433년 안토니오 1세 때 포를리를 돌려받았다.

## 같이 보기
- 롬바르디아 전쟁